# Andreas Lechner (Architekt)
Andreas Lechner (* 3. Mai 1974 in Graz) ist ein österreichischer Architekt, Autor und Hochschulprofessor.

## Werdegang
Andreas Lechner studierte Architektur an der TU Graz und arbeitete nach mehreren Studienaufenthalten in Los Angeles in Büros in Berlin, Tokio und Wien. Von 2007 bis 2011 war er an der TU Graz Universitätsassistent und promovierte 2009 mit einer Dissertation über Geschäftsbauten in Tokio. Von 2011 bis 2017 war er Assistant Professor und Post-Doc an der Università Iuav di Venezia und der Royal Danish Academy of Fine Arts (KADK) in Kopenhagen. Er habilitierte sich 2017 im Fach Gebäudelehre und architektonische Entwurfsaspekte und ist seither Associate Professor an der Architekturfakultät der TU Graz. Er leitet die Forschungsgruppe Counterintuitive Typologies und ist Gastprofessor am Mailänder Politecnico. Andreas Lechners Architekturbüro realisierte Büro-, Geschäfts- und Privatbauten im Grazer Raum. Er ist seit 2018 Mitglied der Grazer Altstadtsachverständigenkommission (ASVK).

## Autor
Als Autor publizierte er seine Habilitationsschrift 2018 als Entwurf einer architektonischen Gebäudelehre im Züricher Verlag Park Books. Das Buch wurde 2021 in zweiter überarbeiteter und erweiterter deutscher Auflage gemeinsam mit der ersten englischen Auflage unter dem Titel Thinking Design – Blueprint for an architecture of typology veröffentlicht. Es wurde 2020 im Wettbewerb Schönste Bücher aus aller Welt der Stiftung Buchkunst mit der Gold-Medaille ausgezeichnet.